# Podział administracyjny Jemenu
Według stanu na luty 2004, Jemen podzielony jest na 20 jednostek administracyjnych (muhafaza), dodatkowo w celach administracyjnych i wyborczych stolica kraju Sana traktowana jest jako odrębna muhafaza. W grudniu 2013 roku z muhafazy Hadramaut wydzielono osobną muhafazę Sokotra.
| Muhafaza   | Stolica    | Liczba ludności (spis z 2004) | Liczba ludności (szacunek na 2006) | Mapa |
| ---------- | ---------- | ----------------------------- | ---------------------------------- | ---- |
| Abjan      | Zindżibar  | 433 819                       | 454 535                            |      |
| Aden       | Aden       | 589 419                       | 634 710                            |      |
| Ad-Dali    | Ad-Dali    | 470 564                       | 504 533                            |      |
| Al-Bajda   | Al-Bajda   | 577 369                       | 605 303                            |      |
| Al-Hudajda | Al-Hudajda | 2 157 552                     | 2 300 179                          |      |
| Al-Dżauf   | Al-Hazm    | 443 797                       | 465 737                            |      |
| Al-Mahra   | Al-Ghajda  | 494 557                       | 523 236                            |      |
| Al-Mahwit  | Al-Mahwit  | 88 594                        | 96 768                             |      |
| Amran      | Amran      | 877 786                       | 909 992                            |      |
| Hadramaut  | Al-Mukalla | 1 028 556                     | 1 092 967                          |      |
| Hadżdża    | Hadżdża    | 1 479 568                     | 1 570 872                          |      |
| Ibb        | Ibb        | 2 131 861                     | 2 238 537                          |      |
| Lahidż     | Lahidż     | 722 694                       | 761 160                            |      |
| Marib      | Marib      | 238 522                       | 251 668                            |      |
| Rajma      | Dżabin     | 394 448                       | 418 659                            |      |
| Sada       | Sada       | 695 033                       | 746 957                            |      |
| Sana       | Sana       | 919 215                       | 957 798                            |      |
| Szabwa     | Atak       | 470 440                       | 494 638                            |      |
| Ta’izz     | Ta’izz     | 1 121 000                     | 2 513 003                          |      |
| Zamar      | Zamar      | 1 330 108                     | 1 412 142                          |      |
| Sokotra    | Hadibu     |                               |                                    |      |

Muhafazy dzielą się na 333 dystrykty (muderiah),  które z kolei podzielone są na 2210 poddystrykty, które dzielą się na 38 284 wioski (stan na 2001).